# 김윤상 (무술가)
김윤상(金潤相, 1934년 ~ 2021년 6월 23일)은 합기유술의 창시자로서 주요 한국 무술가이다.

## 같이 보기
- 한국 무술
- 합기도
- 합기유술